# Eleonora Salwa-Syzdek
Eleonora Syzdek z domu Salwa (ur. 1933, zm. 5 lipca 2024) – doktor historii, historyczka dziejów najnowszych i publicystka. 

## Życiorys
Ukończyła studia wyższe na Uniwersytecie Warszawskim i doktoryzowała się w Instytucie Historii Polskiej Akademii Nauk. Pracowała w Zakładzie Historii Partii przy KC PZPR oraz w Instytucie Badań Naukowych im. gen. Edwina Rozłubirskiego. Opublikowała wiele książek i artykułów publicystycznych. Pisała do „Dziś”, „Forum Klubowego”, „Res Humana”, „Trybuny” i innych periodyków o lewicowej orientacji. 
Jej mężem był lewicowy historyk Bronisław Syzdek.

## Wybrane publikacje
- Państwo ludowe i Kościół katolicki, Warszawa: Centralny Ośrodek Doskonalenia Kadr Laickich 1965.
- Socjalistyczna perspektywa laicyzacji, Warszawa: „Książka i Wiedza” 1967.
- Laicyzacja i świeckie wychowanie w Polsce : główne kierunki przemian w latach 1918-1968,  Warszawa: Państwowe Zakłady Wydawnictw Szkolnych 1971.
- Obywatelskie exposé młodych, wybór Zdzisław Słowik, Eleonora Syzdek, Danuta Zabłocka,  wstęp Bronisław Gołębiowski, Warszawa: „Iskry” 1971.
- Wanda Wasilewska (1905-1964), Warszawa: Wydawnictwo Ministerstwa Obrony Narodowej 1979.
- W jednym życiu tak wiele ... : opowieść o Wandzie Wasilewskiej, Warszawa: Młodzieżowa Agencja Wydawnicza 1980.
- Działalność Wandy Wasilewskiej w latach drugiej wojny światowej, Warszawa: Wydawnictwo Ministerstwa Obrony Narodowej 1981.
- Wanda Wasilewska we wspomnieniach, wybór, wstęp i oprac. Eleonora Syzdek, Warszawa: „Książka i Wiedza” 1982.
- Deklaracja ideowa Związku Patriotów Polskich, Lublin: Wydawnictwo Lubelskie 1983.
- Dyskusje ideologiczno-polityczne wśród lewicy polskiej w ZSRR na przełomie 1943/44 : (wybór dokumentów), wstęp, wybór i oprac. Eleonora Syzdek, Warszawa: Wojskowa Akademia Polityczna im. F. Dzierżyńskiego. Wydział Nauk Politycznych 1985.
- Wanda Wasilewska, O wolną i demokratyczną : wybór artykułów, przemówień i listów, wybór i oprac. Zbigniew Kumoś, Tadeusz Siergiejczyk, Eleonora Syzdek, przedmowa Kazimierz Sobczak, Warszawa: Wojskowy Instytut Historyczny im. Wandy Wasilewskiej 1985.
- (współautor: Bronisław Syzdek), Polityczne dylematy Władysława Gomułki, Warszawa: „Czytelnik” 1985.
- Platerówki : wojenne i powojenne losy kobiet-żołnierzy 1 Samodzielnego Batalionu im. Emilii Plater, wstęp i red. Eleonora Syzdek, Wrocław: Zakład Narodowy im. Ossolińskich 1988.
- (współautor: Bronisław Syzdek), Zanim zostanie zapomniany, Warszawa: „Projekt” 1996 (o Józefie Cyrankiewiczu).
- (współautor: Bronisław Syzdek), Cena władzy zależnej : (szkice do portretów znanych i mniej znanych polityków Polski Ludowej), Warszawa: „Comandor” 2001.
- Ryszard Strzelecki-Gomułka, Eleonora Salwa-Syzdek, Między realizmem a utopią : Władysław Gomułka we wspomnieniach syna, Warszawa: Studio Emka 2003.
- Władysław Gomułka i jego epoka, praca zbiorowa pod red. Eleonory Salwa-Syzdek i Tadeusza Kaczmarka, Warszawa: Wydawnictwo Studio Emka 2005.
- Była taka Polska, Warszawa: Wydawnictwo Comandor 2008.